# 村﨑修二
村﨑 修二（むらさき しゅうじ、1947年 - ）は猿まわし師（自称、猿曳き芸人）。山口県光市出身。「猿舞座」座長。
兄は猿まわしを復興させた村﨑義正。猿まわし師の村﨑太郎は甥。
息子の村﨑耕平は、元俳優・脚本家で、2005年から「猿舞座」に参加し、ともに活動している。

## 来歴・人物
高校卒業後、東京の「舞台芸術学院」で演劇を学ぶ。卒業後は実家にかえり、詩人の丸岡忠雄に師事して、部落解放運動に携わる。県連青年部長として、演劇・音楽などの文化活動を盛んに行った。
1970年、俳優の小沢昭一がレコード『日本の放浪芸』シリーズの「猿まわし」調査のために光市を訪れた際に、兄・義正とともに小沢に面会する。当時は途絶えていた、自分たちの祖先が行っていた芸能である「猿まわし」をみつめ直すことを考え、身近にいた猿まわし巡業の経験者に、聞き取り調査を始める。
さらに小沢からの依頼で、丸岡忠雄ともに猿まわし師の実態を詳細に調査・研究し、その内容を1974年から1977年まで、小沢が主催していた雑誌『芸能東西』に「周防じょうげゆき・考」として連載する。1977年には民俗学者の宮本常一と知り合って師事し、「猿まわしの復活」を強く示唆される。
そして、宮本や、宮本から紹介された今西錦司・姫田忠義らの支援を受けて、1977年12月に「周防猿まわしの会」が結成され、初代の会長には兄・村﨑義正が就任。修二は事務局長となった。
元猿まわし師の五月三郎、重岡フジ子の指導のもと、会は翌1978年7月に調教法を確立し、同年9月の光市におけるイベントで披露、猿まわし芸が復活。修二も猿まわし芸を体得する。
また、1978年～1988年の間、京都大学霊長類研究所の協同研究員として「サルの教育研究」に従事する。
1979年には、宮本からの依頼で猿まわしの民俗調査が行われ、三隅治雄、織田紘二、広瀬鎮ら学者グループと聞き込み調査を実施。伝統芸能としての猿まわしの型について、さらに深く考察する。
だが、「芸能集団としてのプロ化」を目指す兄・義正と、「民俗文化の伝承・研究」を考える修二とは対立する。
1981年1月の宮本の死去もきっかけとなり、1981年4月8日に4人のメンバーで「周防猿まわしの会」から離脱。同年8月に、かつての猿まわし師たちの根拠地であった周防高森（現・山口県岩国市周東町）を拠点とする。
1982年には丸岡忠雄の支援を得て「猿舞座」を結成。五月三郎を師匠とし、「本仕込み」（猿を無理に調教するのではなく、猿と仲間的関係になって芸を行わせる手法。この手法で仕込んだ猿は『花猿』と呼ばれる。）と「里めぐり」という伝統的な猿まわしの芸態にこだわり、現在も活動を行っている。また、明治末に書かれた、東京の猿まわし師・九代目小川門太夫の残した『門太夫文書』をもとに、伝統的な猿曳き芸の継承を行っている。
1991年ごろからは、大道芸の「浅草雑芸団」（上島敏昭代表）とともに、巡業を行っている。
2007年5月には、1994年から13年間コンビを組んだ相棒のサル、二代目安登夢（あとむ、当時15歳）が引退した。
また、フォークシンガーとしての活動を始めており、高石ともや（1972年から交流がある）とのジョイント・ライブ等を行っている。

## 書籍

### 編書
- 『花猿誕生 道ゆく芸能をもとめて』編著 清風堂書店、1986年
- 『荊の座 松木淳詩歌集』布引敏雄共編 文理閣 1989
- 丸岡忠雄『周防じょうげゆき・考』編 坂野比呂志大道芸塾 2008
- 『愛猿奇縁―猿まわし復活の旅』編著　解放出版社 2015

### 関連書
- 猿曳き参上 村﨑修二と安登夢の旅 香月洋一郎・佐藤佳子編著、平凡社、1991年 - 村﨑の旅のルポ

## 関連人物
- 支援者（略歴に登場しない人物）
  - 四手井綱英
  - 中島欣也
  - 宮本千晴
  - 北川鉄夫
  - 佐藤美津雄
  - 石田道雄
- 猿舞座関係者
  - 形岡瑛（創立者の一人。現在は共産党市議会議員）
  - 筑豊大介（創立者の一人。現在も猿まわし師として活動中）
  - 瀬川十郎（創立者の一人。現在も猿まわし師として活動中）
  - 三村三岳（所属の猿まわし師）